# 朗德勒坦莱萨德尔
朗德勒坦莱萨德尔（法語：Landrethun-lès-Ardres，法語發音：[lɑ̃dʁətœ̃ lɛ.z‿aʁdʁ]，意为“阿德尔附近的朗德勒坦”）是法国上法蘭西大區加来海峡省的一个市镇，属于加来区。

## 地理
朗德勒坦莱萨德尔（50°49'30"N, 1°57'34"E）面积5.71 平方千米，位于法国上法蘭西大區加来海峡省，该省份为法国北部沿海省份，西北濒北海，南至索姆省，东临北部省。
与朗德勒坦莱萨德尔接壤的市镇（或旧市镇、城区）包括：布雷姆、克莱尔克、利克、卢什、罗德兰冈。

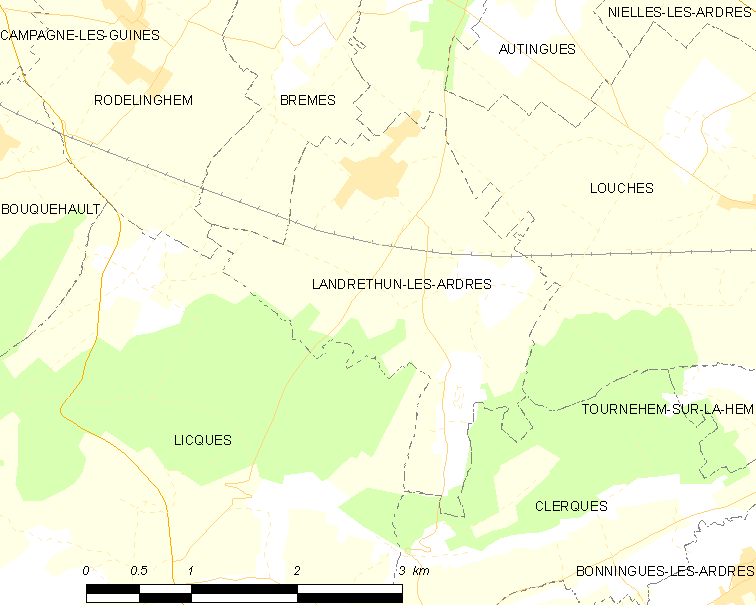
朗德勒坦莱萨德尔的OSM定位图

朗德勒坦莱萨德尔的时区为UTC+01:00、UTC+02:00（夏令时）。

## 行政
朗德勒坦莱萨德尔的邮政编码为62610，INSEE市镇编码为62488。

## 政治
朗德勒坦莱萨德尔所属的省级选区为加来第二县。

## 人口

1962-2008年间朗德勒坦莱萨德尔人口变化图示

朗德勒坦莱萨德尔于2022年1月1日时的人口数量为792人。